# Jayme Ballão
Jayme Ballão (Curitiba, 10 de fevereiro de 1869 – 1º de agosto de 1930) foi um professor, escritor, industrial, advogado, jornalista e político brasileiro.

## Biografia
Jayme Ballão nasceu na capital paranaense numa quarta-feira, dia 10 de fevereiro de 1869. Em 1883, com quatorze anos, iniciou o curso preparatória para o Instituto Paranaense e em 1886 habilitou-se para o magistério primário; logo em seguida foi nomeado professor da freguesia de São João do Triunfo.
No jornalismo paranaense, Jayme teve destaque como editor e fundador de periódicos. Ainda na juventude criou a revista “Vida Literária”, além de ter sido diretor da “Gazeta Paranaense”. Durante os anos da Revolução Federalista, desenvolveu um jornalista combativo e nesta atitude contraiu desafetos dentro do governo. Por esta razão, sofreu perseguição e foi preso. Ao ser julgado, foi absolvido das acusações impostas. Em 1903 fundou o Diário do Comércio e anos depois comprou o Diário da Tarde. Nos anos que viveu em Ponta Grossa foi diretor do semanário “Gazeta dos Campos”. Ao longo da sua vida, Jayme colaborou em quase todos os periódicos paranaenses.
Como industrial, Jayme foi pioneiro na fabricação de ladrilhos hidráulicos, tendo fundado uma fábrica na capital. Logo após, fundou a primeira fábrica de torrefação de café na cidade de Ponta Grossa.
Na política, exerceu os cargos de Camarista municipal e Deputado estadual durante a década de 1910.
Entre as diversas atividades que atuou durante a sua vida, Jayme Ballão teve especial dedicação às letras, em uma relação diferente das matérias e crônicas do jornalismo. Em parceria com Augusto Stresser, ajudou a criar a primeira ópera paranaense como libretista de “Sidéria”. A ópera estreou, com grande sucesso, em Curitiba, na sexta-feira, dia 3 de maio de 1912. A obra de Stresser e Ballão foi destaque, nas semanas seguintes, em jornais e revistas de circulação nacional. Além desta ópera, escreveu peças teatrais, poemas e novelas e algumas de suas obras, são:
- Ceci – poemeto de 1896;

- Mártir – novela de 1897;

- Passionata – peça teatral de 1901;

- A Foz do Iguaçu e as Cataratas do Iguaçu e do Paraná, de 1921;

- As Cartas Falsas, de 1922;

- Elogio de Monteiro Tourinho, de 1928;

- O Ceguinho, novela de 1929.

Jayme foi sócio fundador do Centro de Letras do Paraná e o seu presidente no ano de 1922. Neste mesmo ano bacharelou-se pela Faculdade de Direito do Rio de Janeiro.

### Falecimento
Exercia o cargo de oficial do Registro de Títulos de Curitiba quando na sexta-feira, dia 1º de agosto d 1930, Jayme Ballão faleceu, aos 61 anos e 05 meses de idade. O féretro percorreu Curitiba, saindo de sua residência, na Rua Carlos de Carvalho, terminando no Cemitério Municipal.

### Homenagens Póstumas
As homenagens a este grande curitibano são inúmeras, porém, algumas eternizaram o nome de Jayme Ballão. Em 1936, na criação da Academia Paranaense de Letras, a instituição homenageou Jayme na condição de “Fundador” da Cadeira N° 8
e em 1948 a Câmara Municipal de Curitiba concedeu o seu nome ao batismo de uma das vias da capital.  A Rua Jaime Balão fica no bairro do Hugo Lange (no texto da lei ordinária consta o nome conforme a certidão de nascimento, porém, mais recentemente foi alterada a grafia original em documentos e no mobiliária urbano).